# 2007-es fedett pályás atlétikai Európa-bajnokság
A 2007-es fedett pályás atlétikai Európa-bajnokságot Birminghamben, az Egyesült Királyságban rendezték március 2. és március 4. között. A férfiaknál és a nőknél is 13–13 versenyszám volt. Ez volt a 29. fedett pályás atlétikai Eb. Ez volt az első olyan fedett pályás atlétikai Európa-bajnokság, ahol nem rendeztek 200 méteres síkfutást.

## A magyar sportolók eredményei
Magyarország az Európa-bajnokságon 7 sportolóval képviseltette magát.

## Éremtáblázat
(A táblázatban a rendező nemzet eltérő háttérszínnel kiemelve.)
| Helyezés | Nemzet           | Arany | Ezüst | Bronz | Összesen |
| 1.       | Nagy-Britannia   | 4     | 3     | 3     | 10       |
| 2.       | Olaszország      | 3     | 1     | 2     | 6        |
| 3.       | Svédország       | 3     | 1     | 0     | 4        |
| 4.       | Oroszország      | 2     | 9     | 4     | 15       |
| 5.       | Spanyolország    | 2     | 4     | 4     | 10       |
| 6.       | Hollandia        | 2     | 1     | 1     | 4        |
| 7.       | Lengyelország    | 2     | 0     | 3     | 5        |
| 8.       | Belgium          | 2     | 0     | 0     | 2        |
| 9.       | Fehéroroszország | 1     | 2     | 1     | 4        |
| 10.      | Németország      | 1     | 1     | 2     | 4        |
| 11.      | Csehország       | 1     | 0     | 1     | 2        |
| 12.      | Írország         | 1     | 0     | 0     | 1        |
| 12.      | Portugália       | 1     | 0     | 0     | 1        |
| 12.      | Szlovákia        | 1     | 0     | 0     | 1        |
| 15.      | Ukrajna          | 0     | 2     | 0     | 2        |
| 16.      | Franciaország    | 0     | 1     | 3     | 4        |
| 17.      | Görögország      | 0     | 1     | 0     | 1        |
| 18.      | Dánia            | 0     | 0     | 1     | 1        |
| 18.      | Szlovénia        | 0     | 0     | 1     | 1        |

## Érmesek
- WR – világrekord
- CR – Európa-bajnoki rekord
- AR – kontinens rekord
- NR – országos rekord
- PB – egyéni rekord
- WL – az adott évben aktuálisan a világ legjobb eredménye
- SB – az adott évben aktuálisan az egyéni legjobb eredmény

### Férfi
| Versenyszám     | Arany                                                                       | Arany           | Ezüst                                                                                   | Ezüst      | Bronz                                                                             | Bronz        |
| --------------- | --------------------------------------------------------------------------- | --------------- | --------------------------------------------------------------------------------------- | ---------- | --------------------------------------------------------------------------------- | ------------ |
| 60 m            | Jason Gardener · Nagy-Britannia                                             | 6,51 EL         | Craig Pickering · Nagy-Britannia                                                        | 6,59       | Ronald Pognon · Franciaország                                                     | 6,60         |
| 400 m           | David Gillick · Írország                                                    | 45,52 NR EL     | Bastian Swillims · Németország                                                          | 45,62 PB   | Robert Tobin · Nagy-Britannia                                                     | 46,15        |
| 800 m           | Arnoud Okken · Hollandia                                                    | 1:47,92         | Miguel Quesada · Spanyolország                                                          | 1:47,96    | Maurizio Bobbato · Olaszország                                                    | 1:48:71 PB   |
| 1500 m          | Juan Carlos Higuero · Spanyolország                                         | 3:44,41         | Sergio Gallardo · Spanyolország                                                         | 3:44,51    | Arturo Casado · Spanyolország                                                     | 3:44,73      |
| 3000 m          | Cosimo Caliandro · Olaszország                                              | 8:02,44         | Bouabdellah Tahri · Franciaország                                                       | 8:02,85    | Jesús España · Spanyolország                                                      | 8:02,91      |
| 60 m gát        | Gregory Sedoc · Hollandia                                                   | 7,63 =PB        | Marcel van der Westen · Hollandia                                                       | 7,64       | Jackson Quiñónez · Spanyolország                                                  | 7,65         |
| 4 × 400 m váltó | Nagy-Britannia · Robert Tobin · Dale Garland · Philip Taylor · Steven Green | 3:07,04         | Oroszország · Ivan Buzolin · Vlagyiszlav Frolov · Makszim Dilgyin · Artyom Szergejenkov | 3:08,10    | Lengyelország · Piotr Kędzia · Marcin Marciniszyn · Łukasz Pryga · Piotr Klimczak | 3:08,14      |
| Magasugrás      | Stefan Holm · Svédország                                                    | 234 cm          | Linus Thörnblad · Svédország                                                            | 232 cm     | Martyn Bernard · Nagy-Britannia                                                   | 229 cm       |
| Rúdugrás        | Danny Ecker · Németország                                                   | 571 cm          | Denisz Jurcsenko · Ukrajna                                                              | 571 cm SB  | Björn Otto · Németország                                                          | 571 cm       |
| Távolugrás      | Andrew Howe · Olaszország                                                   | 830 cm NR EL PB | Lúisz Cátumasz · Görögország                                                            | 802 cm     | Salim Sdiri · Franciaország                                                       | 800 cm       |
| Hármasugrás     | Phillips Idowu · Nagy-Britannia                                             | 17,56 m WL CR   | Nathan Douglas · Nagy-Britannia                                                         | 17,47 m PB | Alekszandr Szergejev · Oroszország                                                | 17,15 m SB   |
| Súlylökés       | Mikuláš Konopka · Szlovákia                                                 | 21,57 m NR EL   | Pavel Lizsin · Fehéroroszország                                                         | 20,82 m PB | Joachim Olsen · Dánia                                                             | 20,55 m      |
| Hétpróba        | Roman Šebrle · Csehország                                                   | 6196 pont WL    | Alekszandr Pogorelov · Oroszország                                                      | 6127 pont  | Andrej Kravcsanka · Fehéroroszország                                              | 6090 pont PB |

### Női
| Versenyszám     | Arany                                                                                          | Arany                    | Ezüst                                                                               | Ezüst        | Bronz                                                                  | Bronz         |
| --------------- | ---------------------------------------------------------------------------------------------- | ------------------------ | ----------------------------------------------------------------------------------- | ------------ | ---------------------------------------------------------------------- | ------------- |
| 60 m            | Kim Gevaert · Belgium                                                                          | 7,12                     | Jevgenyija Poljakova · Oroszország                                                  | 7,18         | Daria Onyśko · Lengyelország                                           | 7,20 PB       |
| 400 m           | Nicola Sanders · Nagy-Britannia                                                                | 50,02 WL NR PB           | Ilona Uszovics · Fehéroroszország                                                   | 51,00 PB     | Oleszja Zikina · Oroszország                                           | 51,69 SB      |
| 800 m           | Okszana Zbrozsek · Oroszország                                                                 | 1:59,23                  | Tetyana Petljuk · Ukrajna                                                           | 1:59,84      | Jolanda Čeplak · Szlovénia                                             | 2:00,00       |
| 1500 m          | Lidia Chojecka · Lengyelország                                                                 | 4:05,13                  | Natalja Pantyelejeva · Oroszország                                                  | 4:06,04 PB   | Oleszja Csumakova · Oroszország                                        | 4:06,48 SB    |
| 3000 m          | Lidia Chojecka · Lengyelország                                                                 | 8:43,25                  | Marta Domínguez · Spanyolország                                                     | 8:44,40 SB   | Silvia Weissteiner · Olaszország                                       | 8:44,81 NR PB |
| 60 m gát        | Susanna Kallur · Svédország                                                                    | 7,87                     | Alekszandra Antonova · Oroszország                                                  | 7,94         | Kirsten Bolm · Németország                                             | 7,97 SB       |
| 4 × 400 m váltó | Fehéroroszország · Juljana Juscsenka · Irina Hljusztava · Szvjatlana Uszovics · Ilona Uszovics | 3:27,83 NR CR            | Oroszország · Oleszja Zikina · Natalja Ivanova · Zsanna Kascsejeva · Natalja Antyuh | 3:28,16      | Nagy-Britannia · Emma Duck · Nicola Sanders · Kim Wall · Lee McConnell | 3:28,69 NR    |
| Magasugrás      | Tia Hellebaut · Belgium                                                                        | 205 cm WL CR NR;PB;SB;EL | Antonietta Di Martino · Olaszország                                                 | 196 cm       | Ruth Beitia · Spanyolország                                            | 196 cm        |
| Rúdugrás        | Szvetlana Feofanova · Oroszország                                                              | 476 cm SB                | Julija Golubcsikova · Oroszország                                                   | 471 cm PB    | Anna Rogowska · Lengyelország                                          | 466 cm        |
| Távolugrás      | Naide Gomes · Portugália                                                                       | 689 cm WL NR             | Concepción Montaner · Spanyolország                                                 | 669 cm       | Denisa Ščerbová · Csehország                                           | 664 cm =NR    |
| Hármasugrás     | Carlota Castrejana · Spanyolország                                                             | 14,64 m EL NR PB         | Oleszja Bufalova · Oroszország                                                      | 14,50 m PB   | Teresa Nzola Meso Ba · Franciaország                                   | 14,49 m NR PB |
| Súlylökés       | Assunta Legnante · Olaszország                                                                 | 18,92 m                  | Irina Hudoroskina · Oroszország                                                     | 18,50 m      | Olga Rjabinkina · Oroszország                                          | 18,16 m       |
| Ötpróba         | Carolina Klüft · Svédország                                                                    | 4944 pont WL             | Kelly Sotherton · Nagy-Britannia                                                    | 4927 pont NR | Karin Ruckstuhl · Hollandia                                            | 4801 pont NR  |

1. ↑  Az első helyen célba érkező Németországot lökés miatt kizárták.
2. ↑  Az eredetileg bronzérmes bolgár Venelina Veneva eredményét doppingvétségek miatt törölték.